# Юріївський повіт (Ліфляндська губернія)
Юріївський повіт (до 1893 року — Дерптський повіт) — історична адміністративно-територіальна одиниця Ліфляндської губернії Російської імперії. Повітовим містом був Юріїв, що до 1893 року мав назву Дерпт.

## Історія
Дерптський повіт було перейменовано на Юріївський указом імператора Олександра III від 14 січня 1893 року.
Після того, як внаслідок Лютневої революції й на підставі положення Тимчасового уряду Росії від 30 березня 1917 року «Про автономію Естляндії» Ліфляндську губернію було розділено, Юріївський повіт серед інших повітів північної Ліфляндії з естонським населенням увійшов до складу Естляндської губернії.
У 1918–1940 роках повіт був частиною території незалежної Естонської Республіки й мав естонську назву Тартуський повіт (ест. Tartu maakond).